# Super Mario All-Stars
Super Mario All-Stars – gra na konsolę Super Nintendo wydana w 1993 roku. Zawiera ona 4 gry: Super Mario Bros., Super Mario Bros.: The Lost Levels (w Japonii Super Mario Bros. 2 For Super Players), Super Mario Bros. 2 (w Japonii Super Mario USA) i Super Mario Bros. 3.
W grudniu 1994 roku w USA i Europie (ale nie w Japonii) wydano grę Super Mario All-Stars + Super Mario World, ulepszoną wersję Super Mario All-Stars wraz z Super Mario World.